# کیرکا
کیرکا (به انگلیسی: Kirka) با نام اصلی کیرکا بابیتزین (به انگلیسی: Kirka Babitzin) (زاده ۲۲ سپتامبر ۱۹۵۰-درگذشته ۳۱ ژانویه ۲۰۰۷) خواننده فنلاندی بود.
او نماینده هلند در مسابقه آواز یوروویژن ۱۹۸۴ بود.